# Niederwarnsbach
Niederwarnsbach ist ein Ortsteil von Morsbach im Oberbergischen Kreis im südlichen Nordrhein-Westfalen innerhalb des Regierungsbezirks Köln.

## Lage und Beschreibung
In ländlicher, waldreicher Umgebung liegt Niederwarnsbach am südlichsten Zipfel des Oberbergischen Kreises. Die Städte Gummersbach (38 km), Siegen (35 km) sowie Köln (75 km) sind in wenigen Autominuten zu erreichen.
Benachbarte Ortsteile sind Seifen im Norden, Schlechtingen im Osten, Amberg im Südosten, Alzen im Süden und Morsbach im Westen. 

## Geschichte

### Erstnennung
1144 (?) wurde der Ort das erste Mal urkundlich erwähnt, und zwar „Besitz des Reichsklosters Vilich (Lokalisierung unsicher).“ 
Dieses gilt auch für Oberwarnsbach.
Die Schreibweise der Erstnennung war Waneblach.